# Catholic Order of Foresters
Le Catholic Order of Foresters  (COF) (en français : Ordre catholique des Forestiers) est une organisation fraternelle (assurance mutualiste) des États-Unis.

## Massachusetts Foresters
Le 30 juillet 1879, des membres de la Société de Saint-Vincent-de-Paul de Boston dans le Massachusetts, la plupart d'entre-eux des Irlando-américains et désireux d'avoir une société d'assurance fraternelle catholique, ont organisé sur le même schéma des Court (« tribunaux ») de l'Independent Order of Foresters et l'ont appelé Massachusetts Catholic Order of Foresters (Ordre catholique des Forestiers du Massachusetts). À l'origine, l'adhésion à cette société amicale était limitée aux habitants du Massachusetts et aussi à ceux de Providence dans l'État du Rhode Island où un  Court (« tribunal ») avait été constitué.
Le 1er janvier 1909, le rapport officiel indiquait que 235 tribunaux étaient organisés, avec 27.757 membres. Parmi les membres, 9.679 étaient des femmes. Le COF pratique ou pratiquait un rite forestier spécifique .
Le 11 août 1958, les statuts et règlements de la société ont été modifiés afin de changer le nom de l'organisation pour « Catholic Association of Foresters »  (Association catholique des Forestiers). Il est basé à Braintree dans le Massachusetts.

## Illinois Foresters
Le 24 mai 1883, un certain nombre de catholiques de Chicago reprenant le schéma de la société du Massachusetts, organise le « Catholic Order of Foresters of Illinois » (Ordre catholique des forestiers de l'Illinois).
Plus tard, lorsque des tribunaux furent établis dans un certain nombre d'autres États et au Canada, une convention internationale adoptée en 1895 adopta un système gradué de cotisations d'assurance. Les catholiques âgés de dix-huit à quarante-cinq ans étaient admissibles à l'adhésion. Le mot Illinois dans le titre original de l'organisation a été abandonné en 1888.
De la date de sa création au 1er juin 1908, le COF a versé 10 639 936 dollars pour les demandes de décès et 2 500 000 dollars en prestations funéraires et d'assurance maladie.
En avril 1909, Il avait 1 600 tribunaux et un effectif de 136 212 répartis sur vingt-six États des USA et au Canada. Le siège social était à Chicago. L'organe officiel, The Catholic Forester, était publié de Milwaukee dans le Wisconsin.
Cette société n'est pas affiliée à l'Ordre catholique des Forestiers du Massachusetts. Son siège social actuel st à Naperville dans l'Illinois.

## Women's Catholic Order of Foresters
Un ordre féminin catholique des forestiers a été organisé en 1892 à Chicago, ayant pour objet la coopération bienveillante entre les femmes catholiques  de l'association et la mise en place d'une assurance-vie à bas taux.
À cette époque, les femmes n'étaient pas autorisées à voter ou à recruter des membres, de sorte que leurs Articles of incorporation (en) étaient signés par les hommes.
En 1909, il comptait 54 350 membres et les tribunaux étaient dispersés dans de nombreux États. Le siège social était à Chicago.
L'adhésion a été étendue aux hommes et les garçons en 1958, et à leur 60e convention Jubilé de diamant en 1966, l'ordre féminin catholique des  Forestiers est devenu la « National Catholic Society of Foresters » (Société nationale catholique des Forestiers) . Il est actuellement basé à Mount Prospect dans l'Illinois .